# Баллюзек Володимир Володимирович
Володимир Володимирович Баллюзек (рос. Владимир Владимирович Баллюзек; 25 грудня 1881, Санкт-Петербург, Російська імперія — 9 вересня, 1957, Москва, СРСР) — російський та радянський художник кіно та кінорежисер.

## Біографія
Володимир Баллюзек народився 25 грудня 1881 року в Санкт-Петербурзі. У 1898—1890 роках навчався в школі Карла Мая, потім — у Вищому художньому училищі в Санкт-Петербурзі. У 1905 році за участь в революційних гуртках був висланий із столиці, виїхав за кордон. Завершив навчання в Мюнхені, після чого багато працював у Парижі, Белграді, Відні і Лондоні, як у театрах, так і в декоративних майстернях. У 1914 році Баллюзеку дозволили повернутися в Росію. Після повернення він працював під керівництвом Олександра Бенуа, оформляючи пушкінські постановки в МХТ.
З 1914 Баллюзек почав свою діяльність в кіно. Однією з перших його робіт стала екранізація однойменної повісті О. С. Пушкіна «Пікова дама» режисера Якова Протазанова. Згодом він продовжив роботу з цим режисером у таких стрічках як «Отець Сергій» (1917) і «Свято святого Йоргена» (1930). Працював на кінофабриці Ермольєва, «Севзапкіно», «Азгоскіно», «ВУФКУ», «Белгоскіно», «Межрабпомфільм», «Мосфільм» та ін.
У 1924 році Баллюзек дебютував як режисер, знявши п'ять фільмів, у деяких з них виступав і як художник: «Легенда про дівочу вежу» (2 серії, 1924), «Гамбург» (1926, за сценарієм Юрія Яновського), «Позбавлені дня» (1927), «Земля кличе» (1928) та ін.
Володимир Баллюзек є автором досліджень в області технологій декораційного мистецтва в кіно.
Помер В. Бюллюзек 9 вересня 1957 року в Москві у віці 75 років.

## Фільмографія
Художник
- 1915 : Андрій Тобольцев
- 1916 : Пікова дама
- 1917 : Отець Сергій
- 1917-1918 : Покоївка Джені
- 1918 : Живцем похоронений
- 1918 : Іола
- 1918 : Крихітка Еллі
- 1918 : Царевич Олексій
- 1919 : Дівчинка з сірниками (к/м)
- 1919 : Таємниця королеви
- 1920 : Діти учать людей похилого віку
- 1921 : Село на переломі (к/м)
- 1922 : У вихорі революції
- 1923 : Комедіантка
- 1923 : Легенда про Дівочу вежу
- 1924 : Папіросниця від Моссільпрому
- 1926 : В пазурах Радвлади
- 1926 : Герой матчу (к/м)
- 1926 : Ордер на арешт
- 1927 : Позбавлені дня
- 1928 : Джентльмен і півень
- 1928 : Земля кличе
- 1928 : Троє
- 1929 : Два-Бульді-два
- 1930 : Свято святого Йоргена
- 1930 : Чорні дні
- 1931 : Фата Моргана
- 1933 : Гаррі займається політикою
- 1934 : Весняні дні
- 1934 : Мрійники
- 1935 : Хатина старого Лувена
- 1936 : Діти капітана Гранта
- 1939 : Ніч у вересні
- 1940 : На шляхах (к/м)
- 1941 : Ми чекаємо Вас з перемогою!
- 1942 : Бойова кінозбірка № 10
- 1942 : Молоде вино

Режисер
- 1923 : Легенда про Дівочу вежу
- 1926 : Гамбург
- 1927 : Позбавлені дня
- 1928 : Джентльмен і півень
- 1928 : Земля кличе

Ролі і кіно
- 1917-1918 : Покоївка Джені